# Silberteichbaude

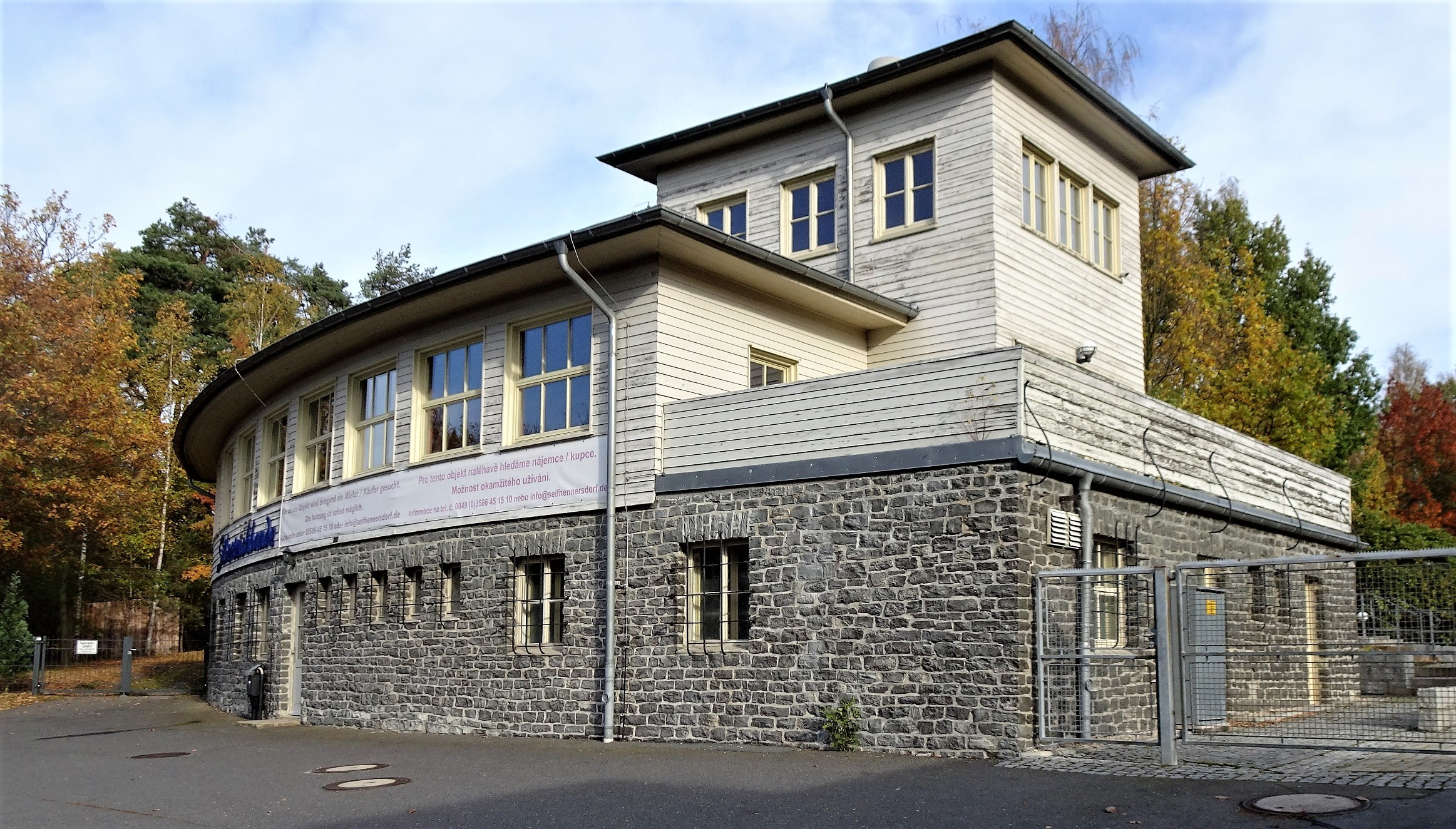
Silberteichbaude

Die Silberteichbaude ist eine denkmalgeschützte Baude im Norden der Stadt Seifhennersdorf im Landkreis Görlitz. Der verbretterte Fachwerkbau mit Turm im Stile des Neuen Bauens wurde als Abschluss der Einrichtung des Waldbades Silberteich errichtet.

## Beschreibung
Der elegant bogenförmige Bau besteht im Parterre aus einem Granitquadersockel. Das Obergeschoss besteht aus Fachwerk mit waagerechter Verbretterung. An einer Gebäudeseite befindet sich ein Turm mit einem zweiten Obergeschoss. Als Baumaterialien wurden Glas, Holz und Naturstein verwendet. Der Gastraum bietet ca. 80 Sitzplätze, im Gartenbereich befinden sich ca. 100 Sitzplätze. Aus der Baude bietet sich ein Blick über das Bad sowie zur anderen Seite hin ein Fernblick auf das Lausitzer Gebirge.
Das Bauwerk ist in der Freibadarchitektur in der Region einzigartig.

## Geschichte
Die Silberteichbaude wurde 1937 im Auftrag der Gemeinde Seifhennersdorf vom ortsansässigen Bauunternehmen Nierich & Co erbaut.
Die Gaststätte bot Platz für 250 Gäste und diente zugleich den Badegästen als Schutz bei Regen. Als Wahrzeichen des Naherholungsgebietes erlangte sie auch überregionale Bekanntheit.
Nach der politischen Wende konnte die Stadt Seifhennersdorf keinen Betreiber für die Ausflugsgaststätte mehr finden. Der jahrelange Leerstand führt zum Verfall der Baude. Nachdem der Baude der Abriss drohte, wurde 1998 mit dem Ziel des Erhalts und der denkmalgerechten Sanierung sowie des Fortbetriebs der Gaststätte der Förderverein Silberteichbaude Seifhennersdorf e.V. gegründet. Die ca. 65 Vereinsmitglieder konnten mit Unterstützung der Stadt, durch Spenden sowie Einnahmen aus Veranstaltungen die Sanierung realisieren. Die Instandsetzungsarbeiten an der Fassade, dem Turm und den Fenstern des Gebäudes erfolgten 2001 mit Fördermitteln der Deutschen Stiftung Denkmalschutz. Nach der Übergabe der Silberteichbaude an einen neuen Betreiber löste sich der Förderverein wieder auf.
Im Dezember 2008 schloss die Baude wegen wirtschaftlicher Schwierigkeiten. Nachdem sich die Suche nach einem neuen Pächter für die Silberteichbaude erfolglos gestaltete, blieb auch die 2012 ausgeschriebene Versteigerung des Erbbaurechts an der Silberteichbaude wegen des sehr hoch festgelegten Mindestgebotes und einer eingetragenen Grundschuld eines Getränkehändlers ohne Gebot.